# برو به کار خود ای واعظ این چه فریادست
غزلی با مطلع «برو به کار خود ای واعظ این چه فریادست»، غزل شمارهٔ ۳۵ از دیوانِ حافظ در تصحیحِ محمد قزوینی و قاسم غنی است.

## در دیگر آثار هنری
شیخ‌زاده در نگاره‌ای که غزل «واعظان کاین جلوه در محراب و منبر می‌کنند / چون به خلوت می‌روند آن کار دیگر می‌کنند» را به تصویر می‌کشد، نیز بیتی از این غزل را می‌آورد. در این نگاره، ایوانِ مسجدی با کاشی‌کاری معرق را نشان می‌دهد و واعظی نیز با چهره‌ای اندوهگین بر منبری خاتم‌کاری‌شده نشسته و مردم را به توبه فرامی‌خوانَد. افزون بر درونِ ایوان، افرادِ زیادی بر روی پشت‌بامِ رواقِ کناریِ مسجد جمع شده‌اند و به سخنانِ واعظ گوش می‌دهند. شیخ‌زاده در اینجا توانسته است هراسِ ناشی از سخنانِ واعظ را در شنونده‌ها به‌خوبی به تصویر بکشد. یک نفر دستانش را بر چهره‌اش نهاده و گریه می‌کند، مردی وحشت‌زده یقه‌اش را پاره می‌کند، جوانی از حیرتْ انگشتش را به دندان گرفته و گناهکاری «سیه‌رو» دستِ یاری به‌سوی واعظ دراز کرده است. ترکیبِ رنگ سرد و تیره نیز بر سنگینیِ فضای تصویر افزوده‌است. حضوری مردی در پای منبر و روبه‌روی واعظ، نشان از دانشمندِ مجلس در مصرعِ اولِ بیتِ دومِ این غزل:«مشکلی دارم ز دانشمند مجلس بازپرس / توبه‌فرمایان چرا خود توبه کمتر می‌کنند» دارد. بر پیشانیِ ایوانِ مسجد و رواقِ کنار آن نیز دو کتبیه شامل بیتِ «برو به کار خود ای واعظ این چه فریادست / مرا فتاد دل از ره تو را چه افتادست» و مصرعِ «رواق منظر چشم من آشیانه توست» دیده می‌شود. این اثرِ شیخ‌زاده، نگاره و نگارگرِ آن را در دستهٔ هنرمندانی قرار می‌دهد که در به‌تصویر درآوردنِ اشعارِ حافظ موفق بوده‌اند.